# Saison 2013-2014 du Fulham FC
Dernière mise à jour : 19 mai 2013.
Chronologie
Saison précédente Saison suivante
La saison 2013-2014 du Fulham FC est la 13e saison consécutive du club en Premier League. Non qualifié pour une compétition européenne, le club est en compétition pour le Championnat d'Angleterre, la Coupe d'Angleterre et la Coupe de la Ligue anglaise.